# 国際民事手続法
国際民事手続法（こくさいみんじてつづきほう）とは、渉外的・国際的な民事紛争を解決する民事手続を規律する法である。そのうち、民事訴訟に関する部分を指して、国際民事訴訟法（こくさいみんじそしょうほう）と言う場合もある。

## 概要
外国との取引や外国人との婚姻・離婚など、渉外的法律関係に関して生じた紛争を解決するための手段は、裁判、仲裁など多様である。
また、仮に裁判を利用することにしても、どこの国の裁判所へ訴えを提起すれば良いのか（どこの国の裁判所であれば審理してくれるのか）、その訴訟はどのような手続に則って行われるのか（例えば、どのような証拠方法を用いることができるのか）、という問題がある。
更に、そこで得た判決はどのような効力を有するのか（例えば、ニューヨーク州裁判所の判決は日本においてどのような効力を有するのか）、といった問題がある。
こうした問題を対象とするのが、国際民事手続法である（適用範囲については後述）。

## 適用範囲
国際民事手続法の扱う問題とされている事項は多岐に渡る。国家機関による裁判手続に関係するもののみならず、仲裁などのADRも、渉外的要素を有する限り国際民事手続法の対象分野となる。
主なものとしては、国際裁判管轄、外国判決の承認・執行、外国人・外国法人・外国政府の訴訟に関する能力（当事者能力・訴訟能力）、国際司法共助（国際的な訴状の送達、証拠調べ等）、国際民事保全、国際倒産、国際仲裁などを挙げることができる。
裁判権の問題（主権免除など）国家主権に関わる問題も扱われ、また、条約が法源となることもあるため、国際法（国際公法）との交錯が見られる場面も見られる。

## 法源
国際民事手続法の法源として、世界的に統一された法があるわけではない。国際民事手続法の扱う各分野について国内法、条約、慣習等は様々に見られるが、それら全般について条約・慣習が存在するわけではなく、国内法の整備も不十分な場合がある。
条約があるとしても多国間条約でない場合、多国間条約であっても締約国が少ない場合は多い。手続法は各国の独自性が強く、かつ、その性質上強行法規性を有するので、条約と各国国内法との内容が衝突することはほとんど不可避であり、相互の綿密な調整が必要となるからである。

### 国際民事手続法に関する条約
国際民事手続法に関する条約は、ハーグ国際私法会議、国際連盟・国際連合などにおいて多数採択されている。1954年の「民事訴訟手続に関する条約」、1965年の「民事又は商事に関する裁判上及び裁判外の文書の外国における送達及び告知に関する条約」、1970年の「民事又は商事に関する外国における証拠の収集に関する条約」などがあり、これらは主として国際協力を達成するための条約である。
国際民事手続法全般にわたる事項を一括して起立した条約は存在しない。また、個別の事項を扱う条約は多数あるものの、それにより国際民事手続法全般にわたる事項をカバーしているとは言い難い。
手続法は各国の独自性が強いため、広汎な事項をカバーする条約の締結を目指しても、その草案作成作業の段階で各国の利害が鋭く対立し、結局は最大公約数としてのごく限られた事項をカバーする条約が採択されるに止まる、と言ったケースもある。ハーグ国際私法会議によって2005年6月に採択された「管轄合意に関する条約」がその例である。
成功を収めていると言える条約としては、「外国仲裁判断の承認及び執行に関する条約」（ニューヨーク条約）があるが、この成功は異例であると言われている。
また、ヨーロッパに限定されるが、「民商事事件における裁判管轄権及び判決の執行に関する条約」（ブリュッセル条約）も一定の成功を収め、内容面でも高い評価を受けている。

### 国際民事手続法に関する国内法
各国が独自に国際民事手続法に関する国内規定を整備する例も見られる。
グローバリゼーションの進展により、各国において渉外的民事紛争に対処する必要性が増加しているため、このような国内法の整備は各国国民にとって利益となる。しかし各国が独自に法を制定するのであるから、各国での規律内容が区々となり、国際的私法交通の円滑と安全が害される場面の増加が常に懸念されることとなる。
国際商取引法委員会（UNCITRAL）などが作成したモデル法を基礎に国内法を立法する例も見られる。日本の仲裁法もその一つである。モデル法を基礎とした立法が増えることによって、条約ほど直接的ではないが、間接的に、緩やかに、法統一が進むと期待されている。
他方で、国際民事手続法に関する規定を欠く場合もある。その場合には訴えを提起された裁判所が事案ごとに個別的解決を与え、その裁判例の集積によってルールが形成されていくことがある。
例えば日本は2012年4月1日に民事訴訟法が改正され国際裁判管轄に関する条項がおかれるまで、一般的な国際裁判管轄に関する成文法上の規定がなく条理に基づいた判例によるルールが形成されていた。
しかし、判例法・判例理論によるルール形成は網羅的でなく、しばしば判決相互の整合性が問題となる。なにより、ルールの内容が不明確となりがちである。ルールが不明確であると当事者の予測可能性を欠くことになり、リーガルリスクを生じる。これは特にその国の法に精通しない外国人にとって特に大きな問題となる。

## 国際私法・国内民事訴訟法との関係
国際民事手続法については、これを国際私法または国内民事訴訟法の一部ないし特別法と位置づける立場もある。しかし、国際民事手続法はそれらから切り離された独自の理論体系を有するとの見解が一般的である。
とはいえ、それらの関係は密接である。特に国際私法との関係は密接で、国際民事手続法をも含めた意味で「国際私法」という概念が用いられることもある。そこで、国際民事手続法とは区別された国際私法のことを「狭義の国際私法」という場合もある。